# Tỷ số thanh khoản nhanh
Tỷ số thanh khoản nhanh (hay Hệ số khả năng thanh toán nhanh, Hệ số khả năng thanh toán tức thời, Hệ số thanh toán tức thời, Hệ số thử axit) là một tỷ số tài chính dùng nhằm đo khả năng huy động tài sản lưu động của một doanh nghiệp để thanh toán ngay các khoản nợ ngắn hạn của doanh nghiệp này.

## Cách tính
Theo thước đo khắt khe, thì thứ tài sản lưu động duy nhất được dùng để tính tỷ số thanh khoản nhanh là lượng tiền mặt doanh nghiệp có. Tuy nhiên, phổ biến hơn, tài sản lưu động ở đây là tài sản lưu động không bao gồm giá trị hàng tồn kho.
Công thức tính tỷ số thanh khoản nhanh:
| Tỷ số thanh khoản nhanh = | Giá trị tài sản lưu động - Giá trị hàng tồn kho |
| Tỷ số thanh khoản nhanh = | Giá trị nợ ngắn hạn                             |

## Ý nghĩa
Tỷ số này phản ánh khả năng của doanh nghiệp trong việc thanh toán ngay các khoản ngắn hạn. Tỷ số này được cho là một thước đo thô thiển và võ đoán bởi vì nó loại trừ giá trị hàng tồn kho nhưng trong nhiều trường hợp doanh nghiệp sẵn sàng bán dưới giá trị sổ sách các khoản hàng tồn kho để biến thành tiền mặt thật nhanh, và bởi vì thường thì doanh nghiệp dùng tiền bán các tài sản lưu động để tái đầu tư.